# Sautunturi (berg i Finland)
Sautunturi är ett berg i Finland. Det ligger i Savukoski kommun i landskapet Lappland, i den norra delen av landet, 900 km norr om huvudstaden Helsingfors. Toppen på Sautunturi är 411 meter över havet.
Terrängen runt Sautunturi är huvudsakligen platt. Trakten runt Sautunturi är nära nog obefolkad, med mindre än två invånare per kvadratkilometer. Det finns inga samhällen i närheten. 